# Unidos da Vila (São José dos Campos)
Unidos da Vila é uma escola de samba de São José dos Campos, Vale do Paraíba, São Paulo. Foi fundada em 23 de março de 1975 e tem as cores verde e branco.
Em 2010, desfilou com o enredo Cabloca Jurema, tendo como comissão de Carnaval e de harmonia: Renato Vianna, Cleusa Raimundo e Adriana. Juninho foi o intérprete, Marcelo e Maira Cursino o casal de mestre-sala e porta-bandeira, e a presidente Tânia Aparecida Gonçalves acumulou o cargo de carnavalesca.
Em 2012, foi a primeira escola a desfilar na segunda-feira de Carnaval, com o enredo Sou pirata e daí?

## Carnavais
| Ano                          | Colocação | Grupo    | Enredo                                 | Ref.        |
| ---------------------------- | --------- | -------- | -------------------------------------- | ----------- |
| 2001                         | 2º lugar  | Especial | 50 Anos de Sucesso                     | [ 2 ] [ 3 ] |
| 2009                         | 4º lugar  | Especial | O Criador                              | [ 4 ] [ 5 ] |
| 2010                         | 2º lugar  | Acesso   | Cabocla Jurema nos 35 anos de tradição | [ 6 ] [ 7 ] |
| 2012                         | 6º lugar  | Especial | Sou pirata e daí?                      | [ 1 ] [ 8 ] |
| Em 2013 não ocorreu desfile. |           |          |                                        |             |